# Konec (Novo Mesto, Slovenija)
Konec je naselje u slovenskoj Općini Novom Mestu. Konec se nalazi u pokrajini Dolenjskoj i statističkoj regiji Jugoistočnoj Sloveniji. 

## Stanovništvo
Prema popisu stanovništva iz 2002. godine naselje je imalo 72 stanovnika.